# Lotus 109
O 109 é o último modelo da Lotus na categoria da temporada de 1994 da Fórmula 1. Condutores: Johnny Herbert, Alessandro Zanardi, Philippe Adams, Eric Bernard e Mika Salo a partir do GP da Espanha.

## Resultados[1]
(legenda) 
| Ano  | Chassi | Motor                    | Pneus | N° | Pilotos            | 1   | 2   | 3   | 4   | 5   | 6   | 7   | 8   | 9   | 10  | 11  | 12  | 13  | 14  | 15  | 16  | Pontos | Posição  |  |
| ---- | ------ | ------------------------ | ----- | -- | ------------------ | --- | --- | --- | --- | --- | --- | --- | --- | --- | --- | --- | --- | --- | --- | --- | --- | ------ | -------- |  |
|      |        |                          |       |    |                    |     |     |     |     |     |     |     |     |     |     |     |     |     |     |     |     |        |          |  |
|      |        |                          |       |    |                    | BRA | PAC | SMR | MON | ESP | CAN | FRA | GBR | GER | HUN | BEL | ITA | POR | EUR | JPN | AUS |        |          |  |
| 1994 | 109    | Mugen-Honda MF-351HC V10 | G     | 11 | Alessandro Zanardi |     |     |     |     |     |     | Ret | Ret | Ret | 13  |     | Ret |     |     |     |     | 0      | NC (12º) |  |
| 1994 | 109    | Mugen-Honda MF-351HC V10 | G     | 11 | Philippe Adams     |     |     |     |     |     |     |     |     |     |     | Ret |     | 16  |     |     |     | 0      | NC (12º) |  |
| 1994 | 109    | Mugen-Honda MF-351HC V10 | G     | 11 | Eric Bernard       |     |     |     |     |     |     |     |     |     |     |     |     |     | 18  |     |     | 0      | NC (12º) |  |
| 1994 | 109    | Mugen-Honda MF-351HC V10 | G     | 11 | Mika Salo          |     |     |     |     |     |     |     |     |     |     |     |     |     |     | 10  | Ret | 0      | NC (12º) |  |
| 1994 | 109    | Mugen-Honda MF-351HC V10 | G     | 12 | Johnny Herbert     |     |     |     |     | Ret | 8   | 7   | 11  | Ret | Ret | 12  | Ret | 13  |     |     |     | 0      | NC (12º) |  |
| 1994 | 109    | Mugen-Honda MF-351HC V10 | G     | 12 | Alessandro Zanardi |     |     |     |     |     |     |     |     |     |     |     |     |     | 16  | 13  | Ret | 0      | NC (12º) |  |

↑1  Do GP do Brasil até o Canadá, utilizaram o modelo 107.